# Mercado de la Ribera
El Mercado de la Ribera es una plaza de mercado situada en Bilbao, capital de la provincia vasca de Vizcaya, en el norte de España. Está ubicado en la orilla derecha de la ría del Nervión al lado del Casco Viejo.
Tiene una superficie comercial de 10 000 m² lo que le hace ser uno de los mayores mercados cubiertos de Europa. En su interior recoge puestos de venta de diferentes productos destacando los alimentos frescos. Está ordenado por el tipo de producto que se comercializa. Por plantas la distribución es la siguiente:
- Planta baja - Pescadería: pescado fresco, congelados, mariscos, encurtidos, afilador y bacaladerías.
- Planta primera - Carnicerías: Carnicerías, charcuterías, chacinería, bar, aves, pastas y pastelerías, encurtidos y conservas.
- Planta segunda - Frutas y verduras: frutas y verduras, huevería, floristería, champiñones y semillas.

Se mantiene incluso una área de venta directa de productos de producidos en las pequeñas explotaciones agrícolas del país, los caseríos.

## Ubicación
El mercado de la Ribera se sitúa en la calle Ribera, a orillas de la ría del Nervión. En la antigua Plaza Mayor o Vieja. Junto a él se sitúa la iglesia de San Antón y cuando se construyó, la casa consistorial. En el mercado se encuentran la pasarela peatonal del Conde de Mirasol y el Puente de San Antón. 
La calle Ribera se conforma entre la orilla de la ría y los edificios del Casco Viejo, popularmente conocido como "Las Siete Calles" que es una de las principales zonas comerciales de la ciudad. Para llegar a él se pueden utilizar diversos medios de transporte público, metro, tranvía y autobús. La estación de los ferrocarriles de vía estrecha de Euskotren queda a unos 3 minutos del mercado.

## Historia

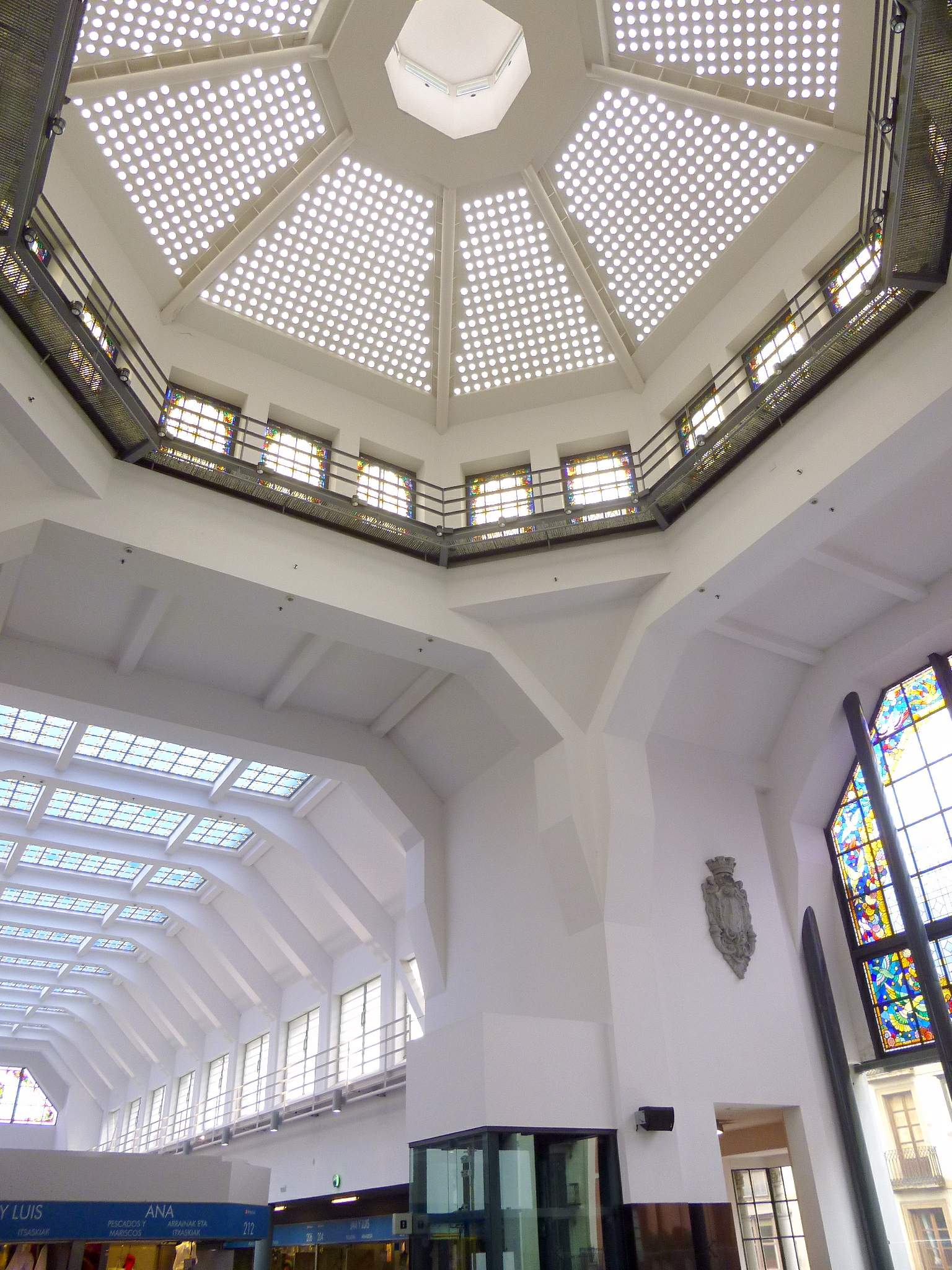
Interior tras la reconstrucción.

En el siglo XIV el área de mercado de Bilbao se estableció en la Plaza Vieja o Mayor, al lado de la iglesia de San Antón. Este punto estaba considerado "el centro neurálgico de la Villa". El mercado que se formaba allí tenía, en palabras de Emiliano de Arriaga: 

un mercado bien surtido de cuanto apetecer pudiera el más refinado gastrónomo.

En 1870 ya estaban cubiertos la totalidad los puestos con una tejavana proporcionando resguardo estable a las inclemencias meteorológicas, se habían comenzado a cubrir los diferentes puestos sobre el año 1840. Poco después se construyó un recinto de mucho más porte en hierro colado y forjado y cristal, siguiendo la moda de arquitectura modernista de la época. Este nuevo recinto cerraba algunos de los costados y mantenía un paso para la circulación de peatones en su interior. Este recinto tenía un grave problema de concentración de calor por el que se llegó a instalar un sistema de riego en su tejado para hacer que la temperatura interior no fuera insoportable. En 1850 se estableció un servicio de control de calidad  para el pescado, la leche y la carne.
En 1928 se toma la decisión de la construcción de un nuevo mercado que permitiera el aumento del número de puestos. El 22 de agosto de 1929 se inaugura un nuevo edificio realizado en hormigón armado obra del arquitecto  Pedro de Ispizua realizado en estilo  racionalista propio de la época. El proyecto, en el que se buscaba la funcionalidad, se basa en espacios abiertos sin columnas interiores, con buena ventilación para evitar olores no deseados y con una iluminación natural muy cuidada en la que se utilizan materiales translucidos que permiten el paso de la luz cenital de un piso a otro y la utilización de grandes vidrieras, celosías y florones. Todo esto, junto a la decoración de sus fachadas conforma un estilo art déco ecléctico.
A la inauguración, realizada en plenas fiestas de Bilbao, acudieron los representantes del entonces gobierno de España encabezado por el general Primo de Rivera.
En 1971 se inaugura Mercabilbao, centro de distribución de mercancías al fresco de Vizcaya, y el mercado de la Ribera deja de ser el centro de abastecimiento para mayoristas de la zona, pasando a dar servicio de "mercado de barrio" al Casco Viejo y a Bilbao La Vieja.
En agosto de 1983 sufre graves daños debido a las inundaciones que asolaron Vizcaya y su capital. Se aprovecha su reconstrucción para realizar una profunda reforma modernizando las instalaciones.
En el año 1990 el Mercado de la Ribera entra en el Libro Guinness como el Mercado Municipal de Abastos más completo y es considerado el mayor mercado en cuanto a  número de comerciantes y puestos.
En el año 2000 el ayuntamiento de Bilbao traspasa la gestión del mercado a los comerciantes, esta gestión se recuperaría en mayo de 2008 al no alcanzar los comerciantes un acuerdo sobre su remodelación. Dos años después de realiza un estudio inicial  sobre su estado estructural el cual concluye que, a simple vista, no se detectan fallos estructurales pero que convendría hacer un estudio más en profundidad. Las propuesta municipal de realizar una reforma interior da pie a que se haga un estudio en profundidad del estado estructural del mismo que se encarga en el año 2008, en octubre la empresa Labein hace públicos los resultados de dicho estudio en los cuales se expone que hay un grave déficit estructural con daños graves que afectan en al hormigón armado habiendo áreas donde la carga por metro cuadrado no puede ser superior a los 100 kg.
El origen de los daños estructurales se sitúa en la utilización de arena de playa para la fabricación del hormigón. Esta arena, muy rica en cloruros, habría provocado la oxidación de los hierros que conforman la armadura del hormigón poniendo en entredicho la estabilidad de los elementos sustentadores estructurales. Esto obligó a reconstruir una gran parte del edificio, operación que se puso en marcha en el verano de 2009 con el compromiso de no cerrar ni un solo día durante el tiempo que duraran las obras.
El 9 de diciembre de 2010 se inaugura la primera fase de la obra, que se realiza bajo proyecto del arquitecto  Emilio Puertas, que ocupa la parte este, la más cercana a la iglesia de San Antón, y central del mismo que suponen unos 7000 metros cuadrados a los que se añaden otros 3.000 que se han ganado en el exterior, unos 1.300 en San Antón y el resto en la parte de la Merced. La reforma, a aparte de corregir los graves problemas estructurales, ha implementado los recursos de venta más modernos y ha supuesto un cambio radical en la gestión de la luz natural con amplias superficies acristaladas. También se ha recuperado el antiguo camino de sirga.